# Izarra

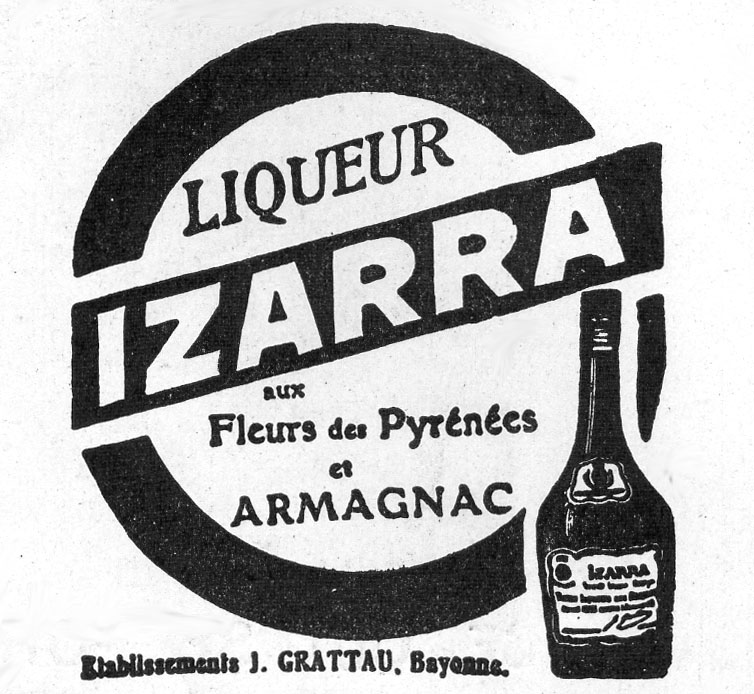
Reklame aus dem Jahre 1924

Izarra (bask. für Stern) ist ein ursprünglich aus Bayonne stammender baskischer Kräuterlikör, welcher seit 1906 produziert wird. Heute wird der Likör in Angers hergestellt.
Unter deutschen Touristen ist der Izarra auch als "der Teufel aus der Flasche" bekannt, in einigen Surfer-Gebieten auch als "Grüne Welle".

## Sorten
Es existieren drei Sorten von Izarra:
- Izarra Vert: Es werden 16 verschiedene Gewürze und Pflanzen verwendet. Er ist trockener und kräftiger in Aroma und Alkohol als der gelbe (40 % Vol.).
- Izarra Jaune: Es werden 13 verschiedene Gewürze und Pflanzen und zusätzlich Honig verwendet. Er ist leichter und lieblicher als der grüne, dennoch besitzen beide Sorten dieselbe Menge an Alkohol (40 % Vol.).
- Izarra 54: Seit 2012 gibt es den Izarra 54, welcher das ursprüngliche Rezept neu interpretieren soll (54 % Vol.).

## Geschichte
Der Likör geht auf den aus Hendaye stammende Botaniker und Apotheker Joseph Grattau († 1939) zurück, der das Rezept dafür entweder 1904 erwarb oder, nach anderen Quellen, als der Erwerb scheiterte, seinen eigene Kräuterlikör erfand. 1913 wurden der Betrieb und die Destillerie nach Bayonne verlegt, um der wachsenden Nachfrage nachzukommen. In den 1960er Jahren erreichten die Verkaufszahlen über 1 Million Flaschen im Jahr, gingen danach aber zurück. 1981 wurde Izarra von Cointreau übernommen. 1998 wurde die Brennerei in Bayonne geschlossen und nach Angers verlegt. 2011 wurde die Marke neu belebt und der Sitz wieder nach Bayonne verlegt.

## Herstellung
Die in Qualitätsbranntwein eingelegten Blüten, Pflanzen, Samenkörner, seltenen Wurzeln und Gewürze (darunter auch Muskat, Wermut, Holunder, Kardamom, Koriander, Thymian, Frauenminze, Arznei-Engelwurz, Sellerie, Anis, Fenchel und Schwarzkümmel) werden destilliert und ergeben einen sehr konzentrierten "Geist", der dann in kleiner Dosierung für die Zubereitung des Izarra verwendet wird. Dabei wird der Geist mit altem Armagnac, Sirup aus raffiniertem Zucker und beim jaune auch weißem Honig 24 Stunden lang gerührt. Danach fließt der Likör durch Filter in Eichenholzfässer, in denen er lange lagert, um seine samtige Weichheit zu bekommen. Vor der Flaschenabfüllung wird er noch einmal gefiltert.

## Konsum
Izarra wird auf eine spezielle Art getrunken. Man füllt ein Schnapsglas mit dem Likör und entzündet diesen mit einem Feuerzeug. Brennt der Likör, hält man schnell seine Handfläche auf das Glas und erstickt die Flamme. Dadurch entsteht ein Unterdruck, der das gefüllte Glas an der Handfläche haften lässt. Danach schüttelt man die Hand, an der das Glas hängt, nimmt das Glas in die andere Hand und hebt die Hand mit dem Glas dran leicht an, sodass eine kleine Öffnung entsteht. Dann führt man schnell seinen Mund an die Öffnung und inhaliert zuerst die Gase, die sich durch die Verbrennung unterhalb der Handfläche gebildet haben. Ohne auszuatmen trinkt man das Glas danach aus. Im Anschluss legt man die Handfläche erneut über das Glas, hebt sie erneut an und inhaliert noch einmal.
Diese landesübliche Art den Izarra zu konsumieren ist jedoch nichts für untrainierte Trinker oder Menschen, die ein Problem mit starkem Alkohol haben.